# دييغو كولومبوس
دييغو كولومبوس (1479/1480-23 فبراير 1526) (بالإسبانية: Diego Colón) هو ملاح، ومستكشف تحت حكم ملوك قشتالة وأراغون. شغل منصب الأميرال الثاني، ونائب الملك الثاني، والحاكم الرابع لجزر الهند الشرقية باعتباره تابعًا لملوك قشتالة وأراغون. كان الابن الأكبر لكريستوفر كولومبوس وزوجته فيليبا مونيز بيريستريلو.
ولد في البرتغال، إما في بورتو سانتو عام 1479/1480، أو في لشبونة عام 1474. قضى معظم حياته وهو يحاول استعادة الألقاب والامتيازات الممنوحة لوالده لاستكشافاته ثم حُرم منها عام 1500. لقد ساعد في تحقيق هذه الغاية زواجه من ماريا دي توليدو إي روخاس، ابنة أخ دوق ألبا الثاني، الذي كان ابن عم الملك فرناندو.

## حياته
قُدم دييغو في المحكمة الإسبانية كخادم في عام 1492، وهو العام الذي بدأ فيه والده رحلته الأولى. كان لدييغو أخ غير شقيق أصغر، فرديناند، والدته بياتريز إنريكيز دي أرانا.
كان فرناندو ودييغو خادما الأمير دون خوان، ثم أصبحا خادمان للملكة إيزابيلا في عام 1497.
في أغسطس عام 1508 عُين حاكمًا لجزر الهند الشرقية، وهو المنصب الذي شغله والده، ووصل إلى سانتو دومينغو في يوليو عام 1509. أسس منزله (الكزار دي كولون)، والذي ما يزال قائمًا هناك، في سانتو دومينغو في ما يعرف الآن بجمهورية الدومينيكان.
وفقًا لفلويد، دييغو «... كان برفقة حاشية رائعة: زوجته، دونا ماريا، أول جدة داما في العالم الجديد، ابنة أخت دوق ألبا، مع جناحها الخاص من الجاريات، وأقاربه المباشرين - فرديناند أخوه غير الشقيق، واثنين من أعمامه، دييغو وبارتولومي، وأبناء عمومته، أندريا وجوفاني. كان في الرحلة الاستكشافية أيضًا خدّامه وخدّام والده القدامى: ماركوس دي أغيلار، عمدة بلديته المباشر، ودييغو مينديز، مدير أعماله، وهيرونيمو دي أغويرو، معلمه السابق. التقى به الكولومبوسيون المخلصون في سانتو دومينغو - عمه بالزواج، فرانسيسكو دي غاراي، الذي عينه عمدة ألغواسيل، وخدّام بارتولومي، ميغيل دياز، دييغو فيلازكيز، وخوان سيرون. مثَّل مجيئه التأسيس الدائم لأكثر العائلات شهرة في الجزر، على الأقل لسنوات عديدة.»
في عام 1511 أعلن المجلس الملكي أن هيسبانيولا، وبورتوريكو، وجامايكا، وكوبا كانت تحت سلطة دييغو «بحق اكتشاف والده». مع ذلك، استبعد المجلس أورابا وفيراغوا، إذ اعتبر أن من اكتشفهما هو رودريغو دي باستيداس. أكد المجلس كذلك أن ألقاب دييغو لنائب الملك والأميرال كانت وراثية، على الرغم من كونها شرفية. علاوة على ذلك، كان لدييغو الحق في عُشر الدخل الملكي الصافي. لكن سرعان ما تشكلت الفصائل بين الموالين لدييغو والمسؤولين الملكيين لدى فرناندو. تدهورت الأمور لدرجة أن فرناندو استدعى دييغو عام 1514. ثم أمضى دييغو السنوات الخمس التالية في إسبانيا «وهو يضغط على مطالبه بلا جدوى». أخيرًا، في عام 1520 استعاد شارلكان سلطات دييغو.
عاد دييغو إلى سانتو دومينغو في 12 نوفمبر 1520 في خضم ثورة محلية في منطقة البعثات الفرنسيسكانية على نهر كومانا. كانت هذه أيضًا منطقة تجارة الملح، واللؤلؤ الإسبانية، إلى جانب ملاحقة العبيد. أرسل دييغو غونزالو دي أوكامبو في رحلة استكشافية مع 200 رجل و6 سفن. ثم في عام 1521، استثمر دييغو في مشروع بارتولومي دي لاس كاساس لاستيطان منطقة كومانا. ألقي اللوم على دييغو بسبب ذلك الفشل مما يعني فقدان ثقة الملك. هذه الخسارة، بالإضافة إلى تحدي دييغو للسلطة الملكية في كوبا، أجبرت شارلكان على توبيخ دييغو عام 1523 واستعادته إسبانيا.
بعد وفاته، جرى التوصل إلى تسوية في عام 1536 وسمي ابنه لويس كولون دي توليدو أميرال جزر الهند وتنازل عن جميع الحقوق الأخرى لمعاش سنوي دائم قدره 10,000 دوكات، وجزيرة جامايكا كإقطاعية، وملكية من 25 فرسخًا مربعًا على برزخ بنما، الذي كان يُسمى آنذاك فيراغوا، وألقاب دوق فيراغوا ومركيز جامايكا.
حدثت أول ثورة كبيرة للعبيد في الأمريكيتين في سانتو دومينغو خلال عام 1522، عندما قاد المسلمون المستعبدون من دولة الولوف انتفاضة في مزرعة السكر للأميرال دون دييغو كولون. تمكن العديد من هؤلاء المتمردين من الفرار إلى الجبال وهناك شكلوا مجتمعات منبوذة مستقلة بين التاينوس.
بعد وفاة كولومبوس في 23 فبراير 1526 في إسبانيا، تنازع أحفاده على الإيجارات، والمكاتب، والألقاب في العالم الجديد. 

## وصلات خارجية
- دييغو كولومبوس على موقع الموسوعة البريطانية (الإنجليزية)